# 佩珀頓 (喬治亞州)
佩珀頓（英語：Pepperton）是位於美國喬治亞州巴茨縣的一個非建制地區。該地的面積和人口皆未知。

## 地理
佩珀頓的座標為33°17′36″N 83°56′42″W / 33.29333°N 83.94500°W，而該地的平均海拔高度為206米（即676英尺）。